# Alina Gherasim
Alina Gherasim (născută Tecuță; n. 10 noiembrie 1971, Galați, România) este o fostă alergătoare română.

## Carieră
Sportiva a obținut medalia de bronz la Universiada din 1993 și medalia de argint la Universiada din 1995 la 10 000 m. Apoi a avut cele mai bune rezultate la maraton și la semimaraton. În 1996 a câștigat Maratonul Parisului. A câștigat și Maratonul de la Reims (1996), de trei ori Maratonul de la Marrakech (1997, 2006, 2007), Maratonul de la Monaco (2005) și Maratonul Internațional din California (2006).
La Campionatele Mondiale de Semimaraton din 1997 și din 2000 a câștigat medalia de aur cu echipa României. În anul 2000 a participat la Jocurile Olimpice. Pe Stadionul Australia din Sydney a ocupat locul 29. La Maratonul de la Amsterdam din 2002 a ajuns pe locul 5, dar a fost suspendată pentru dopaj, după ce a fost depistată pozitiv pentru steroizi anabolizanți. A primit o interdicție de doi ani.
În 2004 ea a fost decorată cu Medalia „Meritul Sportiv” clasa I.

## Realizări
| An   | Competiție                               | Locație                   | Loc  | Eveniment   | Note     |
| ---- | ---------------------------------------- | ------------------------- | ---- | ----------- | -------- |
| 1993 | Universiada                              | Buffalo, Statele Unite    | 3    | 10 000 m    | 32:29,18 |
| 1994 | Campionatul Mondial de Ekiden            | Litochoro, Grecia         | 3    | ekiden      | 2:19:18  |
| 1995 | Universiada                              | Fukuoka, Japonia          | 2    | 10 000 m    | 32:43,38 |
| 1996 | Maratonul de la Paris                    | Paris, Franța             | 1    | Maraton     | 2:29:32  |
| 1996 | Maratonul de la Reims                    | Reims, Franța             | 1    | Maraton     | 2:34:01  |
| 1997 | Maratonul de la Marrakech                | Marrakech, Maroc          | 1    | Maraton     | 2:29:52  |
| 1997 | Semimaratonul de la Paris                | Paris, Franța             | 1    | Semimaraton | 1:09:37  |
| 1997 | Maratonul de la Paris                    | Paris, Franța             | 2    | Maraton     | 2:29:24  |
| 1997 | Maratonul de la Bordeaux                 | Bordeaux, Franța          | 2    | Maraton     | 2:34:36  |
| 1997 | Campionatul Mondial                      | Atena, Grecia             | —    | Maraton     | NT       |
| 1997 | Campionatul Mondial de Semimaraton       | Košice, Slovacia          | 15   | individual  | 1:11:02  |
| 1997 | Campionatul Mondial de Semimaraton       | Košice, Slovacia          | 1    | echipe      | 1:11:02  |
| 1998 | Maratonul de la Paris                    | Paris, Franța             | 2    | Maraton     | 2:28:37  |
| 1998 | Campionatul Mondial de Ekiden            | Manaus, Brazilia          | 3    | ekiden      | 2:24:13  |
| 1998 | Campionatul European                     | Budapesta, Ungaria        | —    | Maraton     | NT       |
| 1999 | Maratonul de la Paris                    | Paris, Franța             | 3    | Maraton     | 2:30:14  |
| 1999 | Campionatul Mondial                      | Sevilla, Spania           | 25   | Maraton     | 2:39:29  |
| 1999 | Maratonul de la New York                 | New York, Statele Unite   | 7    | Maraton     | 2:36:23  |
| 2000 | Maratonul de la Paris                    | Paris, Franța             | 2    | Maraton     | 2:28:18  |
| 2000 | Jocurile Olimpice                        | Sydney, Australia         | 29   | Maraton     | 2:36:16  |
| 2000 | Campionatul Mondial de Semimaraton       | Veracruz, Mexic           | 31   | individual  | 1:17:16  |
| 2000 | Campionatul Mondial de Semimaraton       | Veracruz, Mexic           | 1    | echipe      | 1:17:16  |
| 2001 | Maratonul de la Paris                    | Paris, Franța             | 3    | Maraton     | 2:29:16  |
| 2001 | Campionatul Mondial                      | Edmonton, Canada          | 30   | Maraton     | 2:38:19  |
| 2002 | Campionatul Mondial de Semimaraton       | Bruxelles, Belgia         | 25   | individual  | 1:11:48  |
| 2002 | Campionatul Mondial de Semimaraton       | Bruxelles, Belgia         | 4    | echipe      | 1:11:48  |
| 2002 | Maratonul de la Amsterdam                | Amsterdam, Olanda         | 5 DS | Maraton     | 2:29:29  |
| 2005 | Maratonul de la Monaco                   | Monte Carlo, Monaco       | 1    | Maraton     | 2:43:44  |
| 2006 | Maratonul de la Marrakech                | Marrakech, Maroc          | 1    | Maraton     | 2:43:49  |
| 2006 | Maratonul de la Nagoya                   | Nagoya, Japonia           | 4    | Maraton     | 2:29:30  |
| 2006 | Maratonul de la Paris                    | Paris, Franța             | 5    | Maraton     | 2:31:16  |
| 2006 | Campionatul European                     | Göteborg, Suedia          | 17   | Maraton     | 2:37:57  |
| 2006 | California International Marathon        | Sacramento, Statele Unite | 1    | Maraton     | 2:34:23  |
| 2007 | Maratonul de la Marrakech                | Marrakech, Maroc          | 1    | Maraton     | 2:39:52  |
| 2007 | Maratonul de la Nagoya                   | Nagoya, Japonia           | 10   | Maraton     | 2:32:33  |
| 2007 | Maratonul de la Caen                     | Caen, Franța              | 1    | Maraton     | 2:42:22  |
| 2007 | Campionatul Mondial                      | Osaka, Japonia            | 28   | Maraton     | 2:41:40  |
| 2007 | Campionatul Mondial de Alergare pe Șosea | Udine, Italia             | 10   | Semimaraton | 1:09:14  |
| 2007 | Campionatul Mondial de Alergare pe Șosea | Udine, Italia             | 4    | echipe      | 1:09:14  |
| 2008 | Cupa Europei de 10 000 m                 | Istanbul, Turcia          | 4    | 10 000 m    | 32:29,52 |

1. ↑  Alina Gherasim a fost a cincea cea mai bună româncă, doar primele trei au primit o medalie.
2. ↑  Alina Gherasim a fost a patra cea mai bună româncă, doar primele trei au primit o medalie.

## Recorduri personale
| Probă       | Performanță | Dată             | Locație   |
| ----------- | ----------- | ---------------- | --------- |
| 10 000 m    | 31:48,28    | 3 iulie 1999     | Paris     |
| Semimaraton | 1:09:10     | 31 ianuarie 1999 | Marrakech |
| Maraton     | 2:28:17     | 9 aprilie 2000   | Paris     |